# Ellie Jean
Ellie Jean (Chattanooga, 31 januari 1997) is een Amerikaans voetbalspeelster.
In de Verenigde Staten speelde Jean voor Penn State University, het team waarmee ze in 2015 nationaal kampioen werd.
In januari 2020 tekent Jean een prof-contract bij het Deense FC Nordsjælland. Aan het einde van het seizoen wordt ze overgenomen door PSV, dat haar een contract geeft voor twee seizoenen, en daarmee speelt ze sinds seizoen 2020/21 in de Vrouwen Eredivisie.

## Statistieken
| Seizoen | Club      | Land      | Competitie         | Competitie | Competitie | Beker | Beker | Internationaal | Internationaal | Totaal | Totaal |
| Seizoen | Club      | Land      | Competitie         | Wed.       | Dlp.       | Wed.  | Dlp.  | Wed.           | Dlp.           | Wed.   | Dlp.   |
| ------- | --------- | --------- | ------------------ | ---------- | ---------- | ----- | ----- | -------------- | -------------- | ------ | ------ |
| 2020/21 | PSV       | Nederland | Vrouwen Eredivisie | 15         | 0          | 6     | 0     | 2              | 0              | 23     | 0      |
| 2021/22 | PSV       | Nederland | Vrouwen Eredivisie | 7          | 0          | 0     | 0     | 1              | 0              | 8      | 0      |
| 2022    | Gotham FC | USA       | NWSL               | 5          | 0          | 6     | 0     | -              | -              | 11     | 0      |
| Totaal  | Totaal    | Totaal    | Totaal             | 27         | 0          | 12    | 0     | 3              | 0              | 42     | 0      |

Laatste update: 12 jullie 2022.

## Interlands
Jean doorliep alle nationale jeugdelftallen van Team USA.
1 Evrard ·
2 Thrige ·
3 Hendriks ·
4 Buurman ·
5 Bross ·
6 Folkertsma ·
9 Smits ·
10 Ripa ·
11 Jansen ·
14 Strik ·
16 Alkemade ·
17 Jacobs ·
18 Dessing ·
19 Stoit ·
20 Nijstad ·
21 Lacroix ·
22 Derks ·
23 Kemper-Moorrees ·
24 Henschen ·
25 Frijns ·
26 Pondes ·
27 Xhemaili ·
29 Kalma ·
30 Verheijen ·
Coach: Ten Berge
· Assistent-coach: Van Dael